# Moderata Fonte
Moderata Fonte, vlastním jménem Modesta Pozzo (1555 Benátky – 1592), byla italská básnířka a spisovatelka.

## Biografie
O autorce toho mnoho nevíme, jediným naším zdrojem je krátká biografie, která vyšla posmrtně s jejím nejznámějším dílem Il merito delle donne. Vše, co o ní víme, je to, že se narodila ve středostavovské rodině, záhy osiřela a byla vychována babičkou a jejím manželem. Dostalo se jí určitého literárního vzdělání a od svého bratra se naučila trochu latinsky. Napsala několik pašijových her, dále se zachoval její nedokončený rytířský román ve verších Florindoro a její nejslavnější dílo Il merito delle donne (vyšlo roku 1600 v Benátkách). Jedná se o dialog mezi sedmi ženami nejrůznějšího věku a všech stavů (mladá nevěsta Virginia, novomanželka Helena, vdova Leonora, dívka Corina), který se odehrává v zahradě, jež náleží jedné z nich, okolo studny okrášlené sochami ctností žen a neřestí mužů.